# HAT-P-5
HAT-P-5 ist ein Stern der Spektralklasse G, der ungefähr 1000 Lichtjahre von der Erde entfernt ist. Er wird von einem Exoplaneten mit der Bezeichnung HAT-P-5 b umrundet.

## Exoplanet
HAT-P-5 b wurde im Rahmen des HATNet Project im Jahr 2007 entdeckt. Er umkreist den Zentralstern mit einer Periode von 2,79 Tagen in einer Entfernung von ca. 0,04 Astronomischen Einheiten und weist etwa eine Jupitermasse auf.